# 何切る
何切る（なにきる）とは麻雀において、手牌13枚に自摸した牌1枚を加えた計14枚の牌の中からどの牌を打牌するかを問う問題のことをいう。
多くの場合、牌効率や役を成立させる技術を向上させるための練習素材とされる。また出題者が自らの麻雀観を披露するための素材とする場合もある。なお、何切るの問題には他のプレイヤーの捨て牌は無視するという条件付きのものが多い。

## 主な「何切る」の書籍
- 井出洋介『麻雀実力アップ問題集-実戦に即役立つ"ナニ切る"135問』ゴマブックス、1999年4月10日 ISBN 4-907710-37-2
- 荒正義『麻雀・ひと目の手筋』毎日コミュニケーションズ、2006年1月26日 ISBN 4-907710-37-2